# Fusillade de la place du Dam

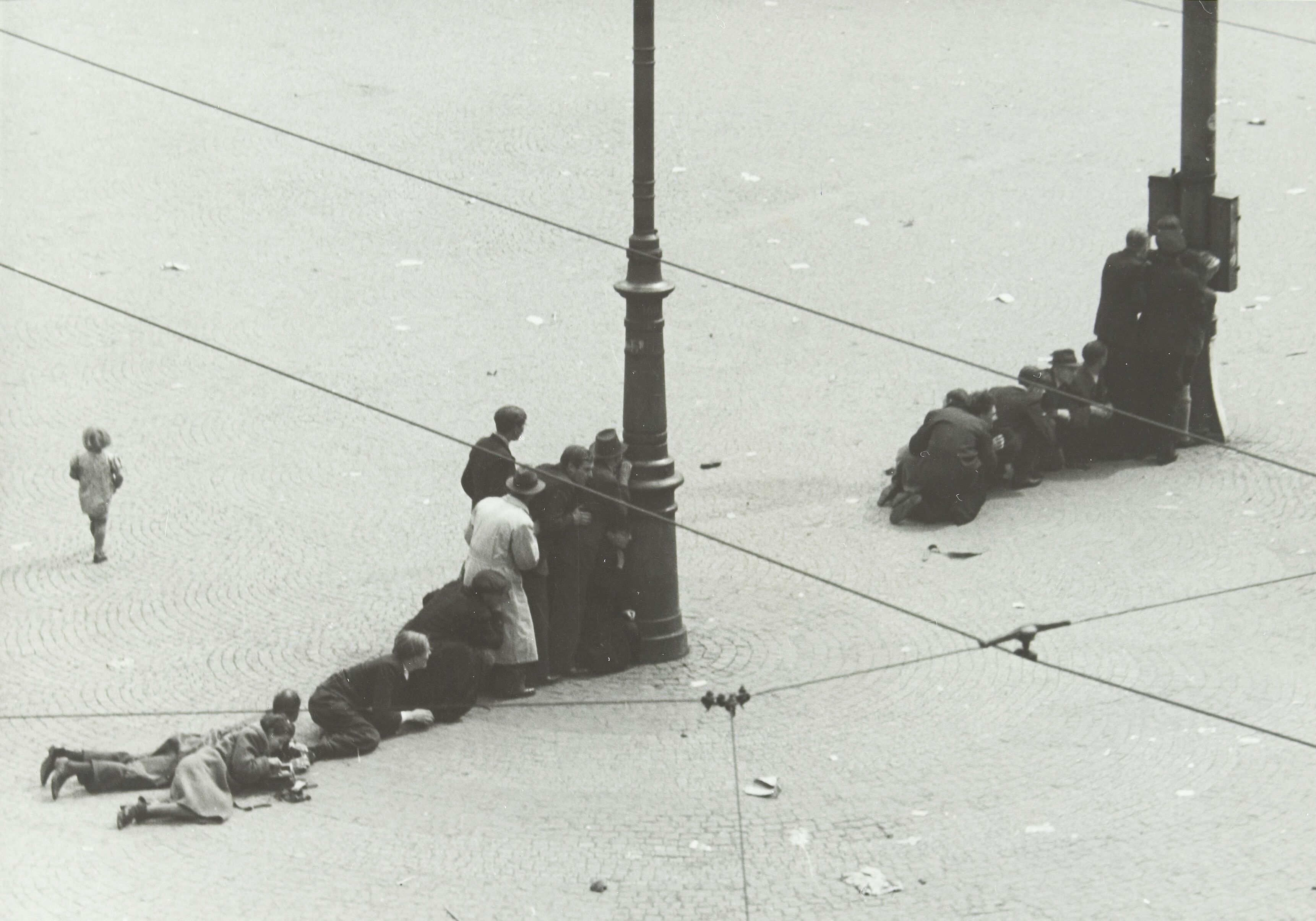
Civils cherchant à se protéger de la fusillade en s'abritant derrière un lampadaire. Une petite fille, Tiny van der Hoek, s'éloigne de la scène, apparemment contrariée que sa glace soit tombée par terre.

Le 7 mai 1945, deux jours après la capitulation allemande (nl), des milliers de Néerlandais se sont regroupés sur la place du Dam, à Amsterdam. Ils attendaient l'entrée dans la ville des troupes canadiennes.
Au balcon du « Groote Club », au coin des rues Kalverstraat et Paleisstraat (nl), des militaires allemands de la Kriegsmarine observant la scène ont placé une mitrailleuse au balcon, et commencé à tirer sur la foule. Bien que leurs motivations restent obscures, deux hypothèses se dégagent sur leur attitude : il semblerait qu'ils aient été saouls, et qu'ils étaient contrariés par l'arrestation de militaires allemands par la police hollandaise.
Un résistant néerlandais a finalement réussi à escalader la tour du palais royal, et tirer sur les mitrailleurs allemands. En parallèle, un officier à l'intérieur du club est parvenu à convaincre les tireurs de se rendre.
120 personnes ont été blessées, et 22 ont été déclarées décédées. En 2013, des preuves ont été fournies que les chiffres étaient sous-estimés, d'au moins 10 victimes.